# Purpurkopf-Staffelschwanz

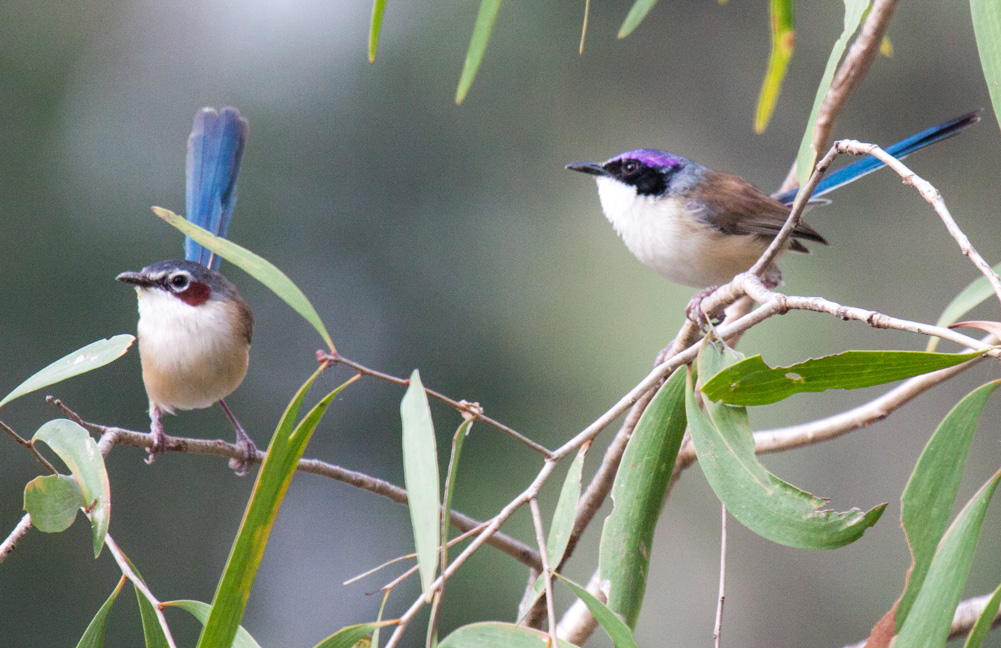
Pärchen des Purpurkopf-Staffelschwanzes, links Weibchen, rechts Männchen

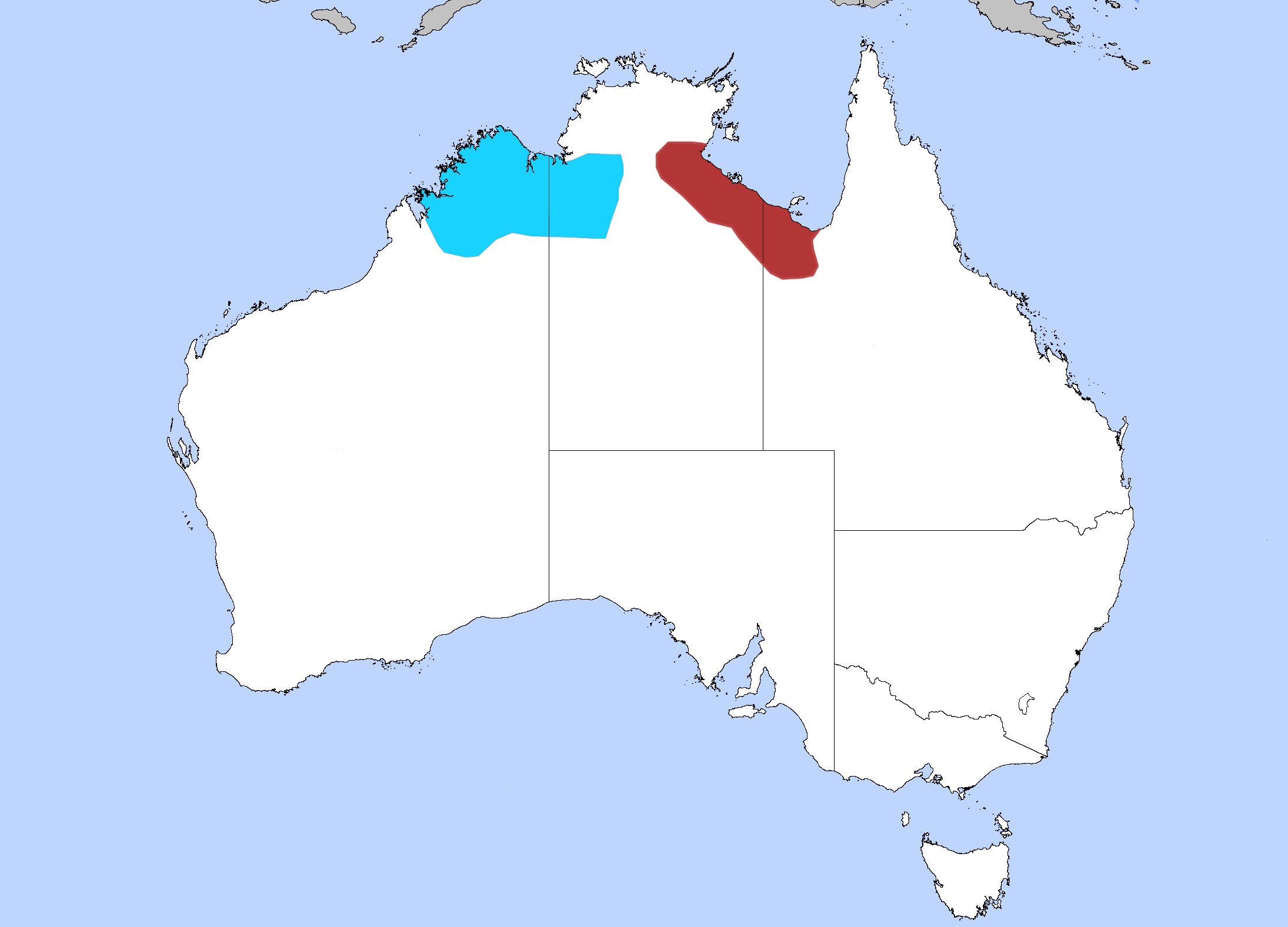
Verbreitung des Purpurkopf-Staffelschwanzes:
blau: Malurus coronatus coronatus
rot: Malurus coronatu macgillivrayi

Der Purpurkopf-Staffelschwanz (Malurus coronatus)  ist ein in Australien endemischer Singvogel aus der Familie der Staffelschwänze (Maluridae). Der Artname basiert auf dem lateinischen Wort corona mit der Bedeutung „Krone“ und bezieht sich auf die farbigen Federn am Oberkopf des Männchens.

## Merkmale
Der Purpurkopf-Staffelschwanz erreicht eine Gesamtlänge von ca. 16 Zentimetern und ein Gewicht von 9 bis 12 Gramm. Zwischen den Geschlechtern besteht bezüglich der Gefiederfarbe ein deutlicher Sexualdimorphismus. Die Männchen sind auf der Oberseite einschließlich der Flügel hellbraun gefärbt. Der Oberkopf hat eine violette Färbung, die während der Balz- und Brutzeit besonders kräftig ausgebildet ist und in der Mitte einen schwarzen Fleck zeigt. Die Wangen und der Zügel sind schwarz. Die langen Schwanzfedern sind türkis bis blau. Kehle, Brust und Bauch sind weißlich bis cremefarben. Die Weibchen sind generell etwas blasser gefärbt. Sie unterscheiden sich deutlich durch den braungrauen Oberkopf sowie die dunkelbraunen Wangen.

## Verbreitung, Unterarten und Lebensraum
Die Art kommt in zwei voneinander getrennten Gebieten im Norden Australiens vor. Die Nominatform Malurus coronatus coronatus besiedelt ein Gebiet im Nordosten von Western Australia, das sich bis in den Nordwesten des Northern Territory erstreckt. Die Unterart Malurus coronatu macgillivrayi bewohnt ein Gebiet im Nordosten des Northern Territory, das sich bis in den Nordwesten von Queensland erstreckt. Die Art ist in erster Linie in feuchten Strauchlandschaften und an Ufern von Gewässern zu finden.

## Lebensweise
Purpurkopf-Staffelschwänze treten meist in kleinen Gruppen auf. Die Gruppen sind standorttreu und bestehen in der Regel aus einem brütenden Paar, das von einem oder bis zu sechs Nachkommen aus früheren Bruten unterstützt wird. Diese Helfer verbleiben zuweilen mehrere Jahre bei ihren Eltern, bevor sie sich selbst fortpflanzen. Nur das dominante Paar in einer Gruppe pflanzt sich fort. Die untergeordneten Vögel helfen bei der Aufzucht der Nachkommen und verbessern so die Produktivität und das Überleben der Brut. Die Vögel ernähren sich in erster Linie von Insekten, gelegentlich auch von Samen. Sie suchen ihre Nahrung im Laub am Boden.
Die Fortpflanzung kann bei geeigneten Bedingungen jederzeit das ganze Jahr hindurch stattfinden. Schwerpunkte sind dabei die Monate März bis Mai sowie die Trockenzeit von August bis November. Die meisten Nester werden in der Nähe des Bodens in Dickichten aus Flussgräsern angelegt. Nur die Weibchen bauen ein kugelförmiges Nest, das hauptsächlich aus feinen Wurzeln, Gras, Blättern und Rindenstreifen gebildet wird. Es finden maximal drei Bruten pro Jahr statt. Ein Gelege besteht in der Regel aus zwei bis drei Eiern und wird ausschließlich vom Weibchen bebrütet. Nach 14 Tagen schlüpfen die Küken, die nach ca. zehn Tagen das Nest verlassen. Sie können zu diesem Zeitpunkt noch nicht fliegen, halten sich für eine Woche in einer dichten Deckung auf und werden mindestens weitere drei Wochen von Mitgliedern der Familiengruppe gefüttert.

## Gefährdung und Schutzmaßnahmen
Obwohl die Bestände des Purpurkopf-Staffelschwanzes rückläufig sind, wird die Art von der Weltnaturschutzorganisation IUCN als „least concern = nicht gefährdet“ geführt. Demgegenüber wurden die beiden Unterarten im Jahr 2015 vom Australian Federal Government neu eingestuft: Die westliche Nominatform Malurus coronatus coronatus erhielt den Status „endangered = stark gefährdet“, die östliche Malurus coronatu macgillivrayi wurde als „near threatened = potenziell gefährdet“ eingestuft.
Um für die Vögel optimale Lebensbedingungen zu erhalten, wurde dem Schutz der Ufervegetation in ihren Vorkommensgebieten höchste Priorität eingeräumt. Seitens des Department of Agriculture and Food Western Australia (DAFWA) werden Farmer angehalten, Vieh aus den Uferzonen fernzuhalten. Außerdem wird in Zusammenarbeit mit der Australian Wildlife Conservancy (AWC) ein Feuermanagement begonnen, um feuerempfindliche Vegetation zu entfernen.